# Championnats du monde de patinage artistique 1995
Navigation
Mondiaux 1994 Mondiaux 1996
Les championnats du monde de patinage artistique 1995 ont lieu du 7 au 12 mars 1995 au National Exhibition Centre de Birmingham au Royaume-Uni.

## Qualifications
Les patineurs sont éligibles à l'épreuve s'ils représentent une nation membre de l'Union internationale de patinage (International Skating Union en anglais). Les fédérations nationales sélectionnent leurs patineurs en fonction de leurs propres critères.
Sur la base des résultats des championnats du monde 1994, l'Union internationale de patinage autorise chaque pays à avoir de une à trois inscriptions par discipline.
| Entrées                                                    | Messieurs                    | Dames                            | Couples                                | Danse sur glace                                        |
| ---------------------------------------------------------- | ---------------------------- | -------------------------------- | -------------------------------------- | ------------------------------------------------------ |
| 3                                                          | Canada France Russie Ukraine | Allemagne France Japon           | Allemagne Canada Russie                | Finlande France Russie                                 |
| 2                                                          | Japon Royaume-Uni États-Unis | Canada Russie Ukraine États-Unis | Australie Lettonie Tchéquie États-Unis | Allemagne Biélorussie Canada Lituanie Tchéquie Ukraine |
| Les pays non listés dans ce tableau ont droit à une entrée |                              |                                  |                                        |                                                        |

Pour la troisième année, l'Union internationale de patinage impose une ronde des qualifications pour les catégories individuelles masculine et féminine. Pour les mondiaux 1995, les patineurs qui étaient parmi les 10 meilleurs des mondiaux 1994 sont exemptés de cette ronde des qualifications. Ces dernières permettent uniquement aux autres patineurs de se qualifier pour les programmes courts ; les points obtenus lors des qualifications ne comptent pas pour le résultat final.

## Podiums
| Épreuves                            | Or                                   | Argent                           | Bronze                            |
| ----------------------------------- | ------------------------------------ | -------------------------------- | --------------------------------- |
| Messieurs résultats détaillés       | Elvis Stojko                         | Todd Eldredge                    | Philippe Candeloro                |
| Dames résultats détaillés           | Chen Lu                              | Surya Bonaly                     | Nicole Bobek                      |
| Couples résultats détaillés         | Radka Kovaříková / René Novotný      | Evgenia Shishkova / Vadim Naumov | Jenni Meno / Todd Sand            |
| Danse sur glace résultats détaillés | Oksana Grichtchouk / Ievgueni Platov | Susanna Rahkamo / Petri Kokko    | Sophie Moniotte / Pascal Lavanchy |

## Tableau des médailles
| Rang  | Nation     | Or | Argent | Bronze | Total |
| ----- | ---------- | -- | ------ | ------ | ----- |
| 1     | Russie     | 1  | 1      | 0      | 2     |
| 2     | Canada     | 1  | 0      | 0      | 1     |
| 2     | Chine      | 1  | 0      | 0      | 1     |
| 2     | Tchéquie   | 1  | 0      | 0      | 1     |
| 5     | États-Unis | 0  | 1      | 2      | 3     |
| 5     | France     | 0  | 1      | 2      | 3     |
| 7     | Finlande   | 0  | 1      | 0      | 1     |
| Total | Total      | 4  | 4      | 4      | 12    |

## Détails des compétitions
Pour la saison 1994/1995, les calculs des points se font selon la méthode suivante :
- chez les Messieurs, les Dames et les Couples artistiques (0.5 point par place pour le programme court, 1 point par place pour le programme libre)
- en danse sur glace (0.4 point par place pour les deux danses imposées, 0.6 point par place pour la danse originale, 1 point par place pour la danse libre)

### Messieurs
| Rang                                        | Nom                    | Nation         | Qualif. A | Qualif. B | Points | Prog. court | Prog. libre |
| ------------------------------------------- | ---------------------- | -------------- | --------- | --------- | ------ | ----------- | ----------- |
| 1                                           | Elvis Stojko           | Canada         |           |           | 2.0    | 2           | 1           |
| 2                                           | Todd Eldredge          | États-Unis     | 1         |           | 2.5    | 1           | 2           |
| 3                                           | Philippe Candeloro     | France         |           |           | 5.5    | 5           | 3           |
| 4                                           | Aleksey Urmanov        | Russie         |           |           | 7.0    | 4           | 5           |
| 5                                           | Éric Millot            | France         |           |           | 8.0    | 8           | 4           |
| 6                                           | Vyacheslav Zahorodnyuk | Ukraine        |           |           | 9.5    | 7           | 6           |
| 7                                           | Scott Davis            | États-Unis     |           |           | 9.5    | 3           | 8           |
| 8                                           | Steven Cousins         | Royaume-Uni    |           |           | 12.0   | 6           | 9           |
| 9                                           | Ilia Kulik             | Russie         | 2         |           | 12.5   | 11          | 7           |
| 10                                          | Zsolt Kerekes          | Hongrie        | 5         |           | 15.5   | 9           | 11          |
| 11                                          | Michael Shmerkin       | Israël         |           | 1         | 17.0   | 14          | 10          |
| 12                                          | Dmytro Dmytrenko       | Ukraine        | 3         |           | 17.0   | 10          | 12          |
| 13                                          | Vasili Eremenko        | Ukraine        | 4         |           | 20.0   | 12          | 14          |
| 14                                          | Cornel Gheorghe        | Roumanie       | 9         |           | 21.5   | 17          | 13          |
| 15                                          | Markus Leminen         | Finlande       | 6         |           | 22.5   | 15          | 15          |
| 16                                          | Thierry Cérez          | France         |           | 4         | 22.5   | 13          | 16          |
| 17                                          | Sébastien Britten      | Canada         |           |           | 26.0   | 18          | 17          |
| 18                                          | Ronny Winkler          | Allemagne      |           | 3         | 28.5   | 19          | 19          |
| 19                                          | Clive Shorten          | Royaume-Uni    | 7         |           | 29.0   | 22          | 18          |
| 20                                          | Alexander Murashko     | Biélorussie    | 8         |           | 29.0   | 16          | 21          |
| 21                                          | Fabrizio Garattoni     | Italie         |           | 5         | 30.0   | 20          | 20          |
| 22                                          | Zhongyi Jiao           | Chine          |           | 2         | 33.5   | 23          | 22          |
| 23                                          | Naoki Shigematsu       | Japon          | 10        |           | 33.5   | 21          | 23          |
| 24                                          | Florian Tuma           | Autriche       |           | 6         | 36.0   | 24          | 24          |
| Patineurs éliminés après le programme court |                        |                |           |           |        |             |             |
| 25                                          | Michael Tyllesen       | Danemark       | 11        |           |        | 25          | NC          |
| 26                                          | Robert Grzegorczyk     | Pologne        |           | 8         |        | 26          | NC          |
| 27                                          | Jan Erik Digernes      | Norvège        |           | 11        |        | 27          | NC          |
| 28                                          | Shin Amano             | Japon          |           | 10        |        | 28          | NC          |
| 29                                          | David Liu              | Taipei chinois |           | 7         |        | 29          | NC          |
| 30                                          | Margus Hernits         | Estonie        |           | 9         |        | 30          | NC          |
| Patineurs éliminés après les qualifications |                        |                |           |           |        |             |             |
| 31                                          | Marcus Christensen     | Canada         | 12        |           |        | NC          | NC          |
| 31                                          | Ivan Dinev             | Bulgarie       |           | 12        |        | NC          | NC          |
| 33                                          | Besarion Tsintsadze    | Géorgie        | 13        |           |        | NC          | NC          |
| 33                                          | Radek Horák            | Tchéquie       |           | 13        |        | NC          | NC          |
| 35                                          | Yuri Litvinov          | Kazakhstan     | 14        |           |        | NC          | NC          |
| 35                                          | Róbert Kažimír         | Slovaquie      |           | 14        |        | NC          | NC          |
| 37                                          | Stephen Carr           | Slovaquie      | 15        |           |        | NC          | NC          |
| 37                                          | Emrah Polatoglu        | Turquie        |           | 15        |        | NC          | NC          |
| 39                                          | Jung Sung-il           | Corée du Sud   | 16        |           |        | NC          | NC          |
| 39                                          | Patrick Meier          | Suisse         |           | 16        |        | NC          | NC          |
| 41                                          | Riccardo Olavarrieta   | Mexique        | 17        |           |        | NC          | NC          |
| 41                                          | Jan Čejvan             | Slovénie       |           | 17        |        | NC          | NC          |
| Forfait                                     | Daniel Peinado         | Espagne        | NC        | NC        |        | NC          | NC          |

### Dames
| Rang                                          | Nom                    | Nation         | Qualif. A | Qualif. B | Points | Prog. court | Prog. libre |
| --------------------------------------------- | ---------------------- | -------------- | --------- | --------- | ------ | ----------- | ----------- |
| 1                                             | Chen Lu                | Chine          |           | 2         | 2.5    | 3           | 1           |
| 2                                             | Surya Bonaly           | France         |           |           | 4.0    | 4           | 2           |
| 3                                             | Nicole Bobek           | États-Unis     |           | 1         | 4.5    | 1           | 4           |
| 4                                             | Michelle Kwan          | États-Unis     |           |           | 5.5    | 5           | 3           |
| 5                                             | Olga Markova           | Russie         |           |           | 6.0    | 2           | 5           |
| 6                                             | Laëtitia Hubert        | France         |           | 3         | 10.5   | 7           | 7           |
| 7                                             | Irina Sloutskaïa       | Russie         | 1         |           | 12.0   | 12          | 6           |
| 8                                             | Marie-Pierre Leray     | France         |           |           | 13.0   | 8           | 9           |
| 9                                             | Elena Liashenko        | Ukraine        |           |           | 13.0   | 6           | 10          |
| 10                                            | Hanae Yokoya           | Japon          | 2         |           | 16.0   | 16          | 8           |
| 11                                            | Yulia Lavrenchuk       | Ukraine        | 8         |           | 17.0   | 10          | 12          |
| 12                                            | Junko Yaginuma         | Japon          | 4         |           | 18.0   | 14          | 11          |
| 13                                            | Marina Kielmann        | Allemagne      |           |           | 18.5   | 9           | 14          |
| 14                                            | Anna Rechnio           | Pologne        | 3         |           | 21.5   | 17          | 13          |
| 15                                            | Kateřina Beránková     | Tchéquie       | 12        |           | 21.5   | 13          | 15          |
| 16                                            | Kumiko Koiwai          | Japon          | 5         |           | 24.5   | 15          | 17          |
| 17                                            | Simone Lang            | Allemagne      | 9         |           | 25.0   | 18          | 16          |
| 18                                            | Lucinda Ruh            | Suisse         |           | 4         | 29.5   | 23          | 18          |
| 19                                            | Jennifer Robinson      | Canada         |           | 9         | 30.0   | 22          | 19          |
| 20                                            | Maria Nikitochkina     | Biélorussie    |           | 10        | 31.5   | 21          | 21          |
| 21                                            | Tony Bombardieri       | Italie         | 7         |           | 32.0   | 24          | 20          |
| 22                                            | Tatiana Malinina       | Ouzbékistan    |           | 5         | 32.0   | 20          | 22          |
| 23                                            | Krisztina Czakó        | Hongrie        | 6         |           | 32.5   | 19          | 23          |
| 24                                            | Jenna Arrowsmith       | Royaume-Uni    |           | 13        | 38.5   | 29          | 24          |
| Abandon                                       | Tanja Szewczenko       | Allemagne      |           | 12        |        | 11          |             |
| Patineuses éliminées après le programme court |                        |                |           |           |        |             |             |
| 26                                            | Marta Andrade          | Espagne        |           | 7         |        | 25          | NC          |
| 27                                            | Ivana Jakupcevic       | Croatie        | 10        |           |        | 26          | NC          |
| 28                                            | Mila Kajas             | Finlande       |           | 6         |        | 27          | NC          |
| 29                                            | Mojca Kopač            | Slovénie       |           | 8         |        | 28          | NC          |
| 30                                            | Monique van der Velden | Pays-Bas       |           | 11        |        | 30          | NC          |
| 31                                            | Julia Lautowa          | Autriche       | 11        |           |        | 31          | NC          |
| Patineuses éliminées après les qualifications |                        |                |           |           |        |             |             |
| 32                                            | Miriam Manzano         | Australie      | 13        |           |        | NC          | NC          |
| 33                                            | Netty Kim              | Canada         | 14        |           |        | NC          | NC          |
| 33                                            | Zuzana Babiaková       | Slovaquie      |           | 14        |        | NC          | NC          |
| 35                                            | Jekaterina Golovatenko | Estonie        | 15        |           |        | NC          | NC          |
| 35                                            | Helena Grundberg       | Suède          |           | 15        |        | NC          | NC          |
| 37                                            | Claire Auret           | Afrique du Sud | 16        |           |        | NC          | NC          |
| 37                                            | Ja-Lin Weng            | Taipei chinois |           | 16        |        | NC          | NC          |
| 39                                            | Tsvetelina Abrasheva   | Bulgarie       | 17        |           |        | NC          | NC          |

### Couples
| Rang    | Nom                                       | Nation      | Points | Prog. court | Prog. libre |
| ------- | ----------------------------------------- | ----------- | ------ | ----------- | ----------- |
| 1       | Radka Kovaříková / René Novotný           | Tchéquie    | 1.5    | 1           | 1           |
| 2       | Evgenia Shishkova / Vadim Naumov          | Russie      | 3.5    | 3           | 2           |
| 3       | Jenni Meno / Todd Sand                    | États-Unis  | 5.5    | 5           | 3           |
| 4       | Marina Eltsova / Andrei Bushkov           | Russie      | 6.0    | 4           | 4           |
| 5       | Mandy Wötzel / Ingo Steuer                | Allemagne   | 6.0    | 2           | 5           |
| 6       | Maria Petrova / Anton Sikharulidze        | Russie      | 9.0    | 6           | 6           |
| 7       | Elena Berejnaïa / Oleg Shliakhov          | Lettonie    | 10.5   | 7           | 7           |
| 8       | Kyoko Ina / Jason Dungjen                 | États-Unis  | 13.0   | 10          | 8           |
| 9       | Sarah Abitbol / Stéphane Bernadis         | France      | 13.0   | 8           | 9           |
| 10      | Michelle Menzies / Jean-Michel Bombardier | Canada      | 15.5   | 11          | 10          |
| 11      | Danielle Carr / Stephen Carr              | Australie   | 17.5   | 9           | 13          |
| 12      | Olena Bilousivska / Serhiy Potalov        | Ukraine     | 18.0   | 12          | 12          |
| 13      | Marina Khalturina / Andrei Kriukov        | Kazakhstan  | 18.5   | 15          | 11          |
| 14      | Jodeyne Higgins / Sean Rice               | Canada      | 21.0   | 14          | 14          |
| 15      | Allison Gaylor / David Pelletier          | Canada      | 23.0   | 16          | 15          |
| 16      | Dorota Zagórska / Mariusz Siudek          | Pologne     | 23.5   | 13          | 17          |
| 17      | Lesley Rogers / Michael Aldred            | Royaume-Uni | 24.5   | 17          | 16          |
| 18      | Silvia Dimitrov / Rico Rex                | Allemagne   | 27.5   | 19          | 18          |
| 19      | Marta Andreella / Dmitri Kaploun          | Italie      | 28.0   | 18          | 19          |
| 20      | Ulrike Gerstl / Bjorn Lobenwein           | Autriche    | 30.0   | 20          | 20          |
| 21      | Polina Djo / Evgeni Sviridov              | Ouzbékistan | 31.5   | 21          | 21          |
| Forfait | Veronika Joukalová / Otto Dlabola         | Tchéquie    |        | NC          | NC          |
| Forfait | Jekaterina Silnitskaya / Mirko Müller     | Allemagne   |        | NC          | NC          |

### Danse sur glace
| Rang                                               | Nom                                       | Nation         | Points | Danse imposée 1 | Danse imposée 2 | Danse originale | Danse libre |
| -------------------------------------------------- | ----------------------------------------- | -------------- | ------ | --------------- | --------------- | --------------- | ----------- |
| 1                                                  | Oksana Grichtchouk / Ievgueni Platov      | Russie         | 2.0    | 1               | 1               | 1               | 1           |
| 2                                                  | Susanna Rahkamo / Petri Kokko             | Finlande       | 4.0    | 2               | 2               | 2               | 2           |
| 3                                                  | Sophie Moniotte / Pascal Lavanchy         | France         | 6.0    | 3               | 3               | 3               | 3           |
| 4                                                  | Shae-Lynn Bourne / Victor Kraatz          | Canada         | 8.2    | 5               | 4               | 4               | 4           |
| 5                                                  | Anzhelika Krylova / Oleg Ovsiannikov      | Russie         | 9.8    | 4               | 5               | 5               | 5           |
| 6                                                  | Marina Anissina / Gwendal Peizerat        | France         | 12.0   | 6               | 6               | 6               | 6           |
| 7                                                  | Tatiana Navka / Samvel Gezalian           | Biélorussie    | 14.0   | 7               | 7               | 7               | 7           |
| 8                                                  | Irina Romanova / Igor Yaroshenko          | Ukraine        | 16.0   | 8               | 8               | 8               | 8           |
| 9                                                  | Kateřina Mrázová / Martin Šimeček         | Tchéquie       | 18.0   | 9               | 9               | 9               | 9           |
| 10                                                 | Renée Roca / Gorsha Sur                   | États-Unis     | 21.0   | 11              | 11              | 11              | 10          |
| 11                                                 | Jennifer Goolsbee / Hendryk Schamberger   | Allemagne      | 21.0   | 10              | 10              | 10              | 11          |
| 12                                                 | Margarita Drobiazko / Povilas Vanagas     | Lituanie       | 24.0   | 12              | 12              | 12              | 12          |
| 13                                                 | Elizaveta Stekolnikova / Dmitri Kazarlyga | Kazakhstan     | 27.2   | 13              | 14              | 13              | 14          |
| 14                                                 | Sylwia Nowak / Sebastian Kolasiński       | Pologne        | 27.6   | 15              | 16              | 14              | 13          |
| 15                                                 | Irina Lobatcheva / Ilia Averboukh         | Russie         | 29.4   | 14              | 13              | 15              | 15          |
| 16                                                 | Diane Gerencser / Alexander Stanislavov   | Suisse         | 32.0   | 17              | 15              | 16              | 16          |
| 17                                                 | Jennifer Boyce / Michel Brunet            | Canada         | 35.6   | 19              | 18              | 17              | 18          |
| 18                                                 | Allison MacLean / Konrad Schaub           | Autriche       | 36.2   | 21              | 21              | 18              | 17          |
| 19                                                 | Kati Winkler / René Lohse                 | Allemagne      | 38.2   | 20              | 19              | 19              | 19          |
| 20                                                 | Barbara Piton / Alexandre Piton           | France         | 39.2   | 16              | 17              | 21              | 20          |
| 21                                                 | Michelle Fitzgerald / Kyle Vincent        | Royaume-Uni    | 40.6   | 18              | 20              | 20              | 21          |
| 22                                                 | Olena Hrushyna / Ruslan Honcharov         | Ukraine        | 44.0   | 22              | 22              | 22              | 22          |
| 23                                                 | Kaho Koinuma / Tigran Arakekian           | Arménie        | 47.0   | 23              | 23              | 23              | 24          |
| 24                                                 | Albena Denkova / Hristo Nikolov           | Bulgarie       | 47.6   | 24              | 27              | 24              | 23          |
| Couples de danse éliminés après la danse originale |                                           |                |        |                 |                 |                 |             |
| 25                                                 | Francesca Fermi / Andrea Baldi            | Italie         |        | 28              | 24              | 25              | NC          |
| 26                                                 | Aya Kawai / Hiroshi Tanaka                | Japon          |        | 25              | 25              | 26              | NC          |
| 27                                                 | Šárka Vondrková / Lukáš Král              | Tchéquie       |        | 26              | 26              | 27              | NC          |
| 28                                                 | Kornélia Bárány / Gyula Szombathelyi      | Hongrie        |        | 27              | 28              | 29              | NC          |
| 29                                                 | Anna Mosenkova / Dmitri Kurakin           | Estonie        |        | 30              | 29              | 28              | NC          |
| 30                                                 | Katri Kuusniemi / Jamie Walker            | Finlande       |        | 29              | 30              | 30              | NC          |
| Forfait                                            | Christine Seydel / Duncan Smart           | Australie      |        | NC              | NC              | NC              | NC          |
| Forfait                                            | Fiona Kirk / Clinton King                 | Afrique du Sud |        | NC              | NC              | NC              | NC          |
| Forfait                                            | Yuh-Shen Lai / Wei-Wen Lai                | Taipei chinois |        | NC              | NC              | NC              | NC          |